# Várvölgy, Zala
Várvölgy  este un sat în districtul Keszthely, județul Zala, Ungaria, având o populație de 1.071 de locuitori (2011). 

## Demografie
Componența etnică a satului Várvölgy
     Maghiari (96,94%)
     Romi (1,53%)
     Germani (1,53%)
Componența confesională a satului Várvölgy
     Romano-catolici (68,35%)
     Fără religie (4,67%)
     Reformați (1,68%)
     Necunoscută (24,93%)
     Atei (0,37%)
     Alte religii (0,93%)
Conform recensământului din 2011, satul Várvölgy avea 1.071 de locuitori. Din punct de vedere etnic, majoritatea locuitorilor (96,94%) erau maghiari, existând și minorități de germani (1,53%) și romi (1,53%).  Din punct de vedere confesional, majoritatea locuitorilor (68,35%) erau romano-catolici, existând și minorități de persoane fără religie (4,67%) și reformați (1,68%). Pentru 24,93% din locuitori nu este cunoscută apartenența confesională.